# Antoine Oomen
Antonius Wilhelmus Jacobus (Antoine) Oomen (Amsterdam, 30 maart 1945) is een Nederlands pianist, componist en dirigent.

## Jeugd
Antoine Oomen zong in Amsterdam als koorknaap in de Josephkerk van 1951 tot 1955. Van 1955 tot 1958 was hij organist in de Duifkerk en van 1958 tot 1963 in de Chassékerk. Gedurende zijn schooltijd aan het Ignatiuscollege was hij daar eveneens schoolorganist. Al vanaf 1961 was Antoine Oomen organist, pianist, koordirigent en -tot op vandaag- huiscomponist in de Ekklesia Amsterdam.

## Opleiding
Antoine Oomen studeerde piano aan het Amsterdamsch Conservatorium. Hij trad een groot deel van zijn leven op in binnen- en buitenland, totdat het componeren al zijn tijd in beslag begon te nemen.

## Composities
Zijn oeuvre omvat ruim vierhonderd composities op teksten van Huub Oosterhuis, geschreven in opdracht van Stichting Leerhuis en Liturgie. Hij is de componist van Het Lied van de Opstanding (De steppe zal bloeien) dat in juni 2006 werd gekozen tot het mooiste Nederlandse religieuze lied, en van het Lied aan het licht (Licht dat ons aanstoot in de morgen), dat in dezelfde verkiezing ook in de top tien (op de zevende plaats) eindigde. 
Met het begin jaren negentig door hem opgerichte Koor voor nieuwe Nederlandse religieuze muziek maakt Oomen cd-opnamen van zijn composities en geeft hij regelmatig liturgische concerten. Recente voorbeelden zijn Om leven dat doorgaat. Een psalmensymfonie, uitgebracht in 2005, Een mens te zijn op aarde in 2007, Psalm 119 in 2008 en Dat een nieuwe wereld komen zal in 2010.

## Betekenis voor de Nederlandse kerkmuziek
Antoine Oomen is als componist van kerkmuziek en uitvoerend kerkmusicus van belang als voorbeeld voor veel kerkkoren. Zijn kerkmuziek, zoals die tot op de dag van vandaag in de Ekklesia Amsterdam en tot ongeveer 1980 onder de hoede van de Amsterdamse Werkgroep voor Volkstaalliturgie werd ontwikkeld, is goed te gebruiken door redelijk tot goed geschoolde amateurkerkkoren in gewone rooms-katholieke en protestantse kerken in Nederland en Vlaanderen waar zijn composities ook ruim verspreid zijn. Kenmerkend voor zijn composities is het geheel gericht zijn op de tekst en de mogelijkheid van deelname door de meezingende kerkgemeenschap. Het is vooral deze goede verhouding tussen woord en toon die veel kerkbezoekers in zijn composities aanspreekt. Veel pianobegeleidingen vragen van de pianist een gedegen scholing en soms zelfs enige virtuositeit. Een aantal belangrijke werken is door de componist zelf ook bewerkt voor koor met orgelbegeleiding.